# Schmitten (Fryburg)
Schmitten (hist. Favarges) – gmina (fr. commune; niem. Gemeinde) w Szwajcarii, w kantonie Fryburg, w okręgu Sense. 

## Demografia
W Schmitten mieszka 4 166 osób. W 2020 roku 11,7% populacji gminy stanowiły osoby urodzone poza Szwajcarią.

## Transport
Przez teren gminy przebiegają autostrada A12 oraz droga główna nr 12. 